# Champagné-les-Marais
Champagné-les-Marais is een gemeente in het Franse departement Vendée (regio Pays de la Loire) en telt 1327 inwoners (1999). De plaats maakt deel uit van het arrondissement Fontenay-le-Comte.

## Geografie
De oppervlakte van Champagné-les-Marais bedraagt 50,3 km², de bevolkingsdichtheid is 26,4 inwoners per km².
De onderstaande kaart toont de ligging van Champagné-les-Marais met de belangrijkste infrastructuur en aangrenzende gemeenten.

## Demografie
Onderstaande figuur toont het verloop van het inwonertal (bron: INSEE-tellingen).